# Mikhaïl Gvichiani
Mikhaïl Maksimovitch Gvichiani (géorgien : მიხეილ გვიშიანი, russe : Михаил Максимович Гвишиани), né le 6 janvier 1905 à Abastoumani dans le gouvernement de Tiflis (Empire russe) et mort le 2 septembre 1966 à Tiflis en RSS de Géorgie (URSS), est un Géorgien de souche qui a servi comme directeur général dans le NKVD soviétique. Il a supervisé la déportation et la relocalisation des groupes ethniques de Ciscaucasie, planifiées et organisées par Lavrenti Beria et approuvées par Staline. Mikhaïl Gvishiani est particulièrement connu pour son implication dans l'élimination de quelque 700 civils lors du massacre de Khaïbakh.

## Jeunesse
Gvichiani naît dans une famille d'ouvriers agricoles géorgiens. Il est diplômé de l'école et entre dans la vie active en tant qu'assistant-chef, assistant chauffeur et également gardien pour un hôpital à Akhaltsikhé. En 1924, il commence à travailler comme commis et chef de département adjoint dans une sous-direction du ministère soviétique des Finances. Après son entrée dans l'armée rouge en 1928, Gvichiani est affecté à la direction politique conjointe de l'État (OGPU) et affecté aux questions concernant l'Extrême-Orient de l'Union soviétique, jusqu'en 1938.

## Carrière au NKVD
De 1928 à 1938, le lieutenant Gvichiani est affecté et prend en charge diverses divisions et départements de branches principalement géorgiennes de l'appareil de police secrète soviétique du NKVD. Il est promu major en 1936. Deux ans et deux promotions plus tard en 1938, il est déployé en tant que chef de la 3e division spéciale de la première direction principale de l'oblast de Novossibirsk où il sert comme commissaire de la sécurité d'État de 3e classe. Lors de l'invasion soviétique de la Mandchourie en 1945, il reçoit plusieurs décorations pour le rapatriement de tous les actifs industriels de la Mandchourie vers l'Union soviétique, pour laquelle il est promu lieutenant général la même année.

## OpérationLentille
Le 27 février 1944, le colonel Gvichiani ordonne le meurtre de plus de 200 civils tchétchènes par télégramme dans ce qui est connu sous le nom de massacre de Khaïbakh. En 2014, le ministère russe de la Culture rejette toute allégation d'un massacre à Khaïbakh comme une « falsification historique », même si un consensus général d'autres sources considère le massacre comme un fait historique. Le ministère russe de la Culture ne conteste cependant pas le rôle important qu'à pu joué Gvichiani dans les déportations de groupes ethniques lors de l'opération Lentille.

## Éviction et congédiement
Avec la chute de Lavrenti Beria en 1953, Gvichiani perd son patron et, en conséquence politique, est démis de ses fonctions, officiellement en raison d'un conflit d'autorité, et jugé indigne de détenir le grade d'officier général. Cependant, il n'est ni emprisonné ni déchu de son grade. Son fils, Dzhermen Gvichiani (en), s'est marié à la fille du membre du comité central du Parti communiste Alexis Kossyguine, qui devint plus tard Premier ministre. Ce lien lui a probablement sauvé la vie. Son petit-fils Alexeï Gvichiani (en), un éminent scientifique, est né en 1948.